# Bulstrode Whitelocke
Bulstrode Whitelocke (Londra, 6 agosto 1605 – Hungerford, 28 luglio 1675) è stato un politico inglese personaggio di primo piano durante la guerra civile inglese (1642-1651) fu uno dei capi più stimati del partito moderato nel Lungo Parlamento e nel Rump Parliament.
Eletto al Parlamento nel 1626 presiedette il comitato che stilò i capi d'accusa che portarono alla condanna a morte del conte di Strafford (1593-1641) partigiano del re Carlo I e uno dei suoi più vicini consiglieri.
Condivise le tesi dell'erastianesimo partecipando ai dibattiti dell'Assemblea di Westminster (1643-1649) dove teologi soprattutto calvinisti, la corrente prevalente nella Chiesa di Inghilterra, discutevano sulla forma da dare all'organizzazione della Chiesa nel Regno Unito e sui rapporti che doveva intrattenere con la Corona britannica. Assieme a Thomas Hobbese John Selden, Whitelocke fu tra i sostenitori più accreditati ed influenti di coloro che sostenevano la supremazia dello Stato sulla Chiesa.
Whitelocke collaborò passivamente alla politica del governo di Oliver Cromwell rifiutandosi di partecipare al processo che portò alla condanna a morte del re Carlo I ma ebbe tuttavia importanti incarichi sotto la repubblica come membro del Consiglio di stato (1653) e poi guardasigilli.
Allo scioglimento del Lungo Parlamento si oppose a Cromwell e fu nominato ambasciatore in Svezia (1653-1654) con la quale stipulò un trattato di amicizia. Per l'ostilità alla politica di Cromwell fu destituito dal suo ufficio di commissario presso il Gran Sigillo (1655) ma fu comunque incaricato come addetto al commercio e alla navigazione e a lui spesso ricorse il Lord protettore per consultarlo come esperto degli affari esteri.
Whitelocke, pronunciatosi come favorevole all'assunzione del titolo di re da parte di Richard Cromwell, venne nominato presidente del Consiglio di Stato (1659).
Dopo le dimissioni di Richard Cromwell, divenne presidente del Parlamento.
Prima dell'avvento della Restaurazione stuartista si ritirò da ogni carica politica e quindi ottenne il perdono da Carlo II Stuart che gli concesse di mantenere la maggior parte delle sue proprietà. Visse ormai in solitudine concludendo tranquillamente la sua vita a Chilton Park presso Hungerford nel Wiltshire.